# Jennifer Nogueras
Jennifer Nogueras Seilhamer (San Juan, 1º agosto 1991) è una pallavolista portoricana, palleggiatrice dell'Olympiada Neapolīs.

## Biografia
Figlia di Emily Seilhamer e Juan Nogueras, nasce a San Juan. Ha un fratello e una sorella maggiori, Kelly e Michelle, quest'ultima ex pallavolista professionista.

## Carriera

### Club
La carriera di Jennifer Nogueras inizia nel settore giovanili delle Criollas de Caguas, dove gioca dal 2000 al 2008. Per motivi di studio si trasferisce negli Stati Uniti d'America, dove entra a far parte della formazione della Washington, con la quale prende parte alla NCAA Division I dal 2009 al 2013, saltando però l'edizione 2010.
Nella stagione 2015 inizia la carriera professionistica, tornando a giocare con le Criollas de Caguas nella Liga de Voleibol Superior Femenino, vincendo lo scudetto e venendo anche premiata come miglior esordiente; nella stagione seguente si laurea nuovamente campionessa portoricana, bissando questo successo anche nel 2017.
Nel gennaio 2018 firma per la seconda parte del campionato 2017-18 con l'UNI Opole, nella I liga polacca. Nel campionato seguente gioca nella Lentopallon Mestaruusliiga finlandese con il Kuusamon; al termine degli impegni con la formazione scandinava, torna a giocare con le Criollas de Caguas per i play-off della LVSF 2019, conquistando il suo quarto scudetto portoricano.
Nella stagione 2019-20 si accasa nella Volley League greca col Thīras, mentre inizia la stagione seguente in Ungheria, difendendo i colori del Vasas, in Nemzeti Bajnokság I, trasferendosi a metà annata nella 1. Bundesliga tedesca, accasandosi al Potsdam; rientra quindi in forza alle Criollas de Caguas, aggiudicandosi il suo quinto scudetto al termine della Liga de Voleibol Superior Femenino 2021. Per il campionato 2021-22 viene invece ingaggiata dalle cipriote dell'Apollōn Limassol, impegnato in A' katīgoria, con cui si aggiudica la Supercoppa cipriota, la coppa nazionale e lo scudetto.
Ritorna in patria per la Liga de Voleibol Superior Femenino 2022 nuovamente con le Criollas de Caguas. Disputa poi un'alta annata con l'Apollōn Limassol, prima di trasferirsi all'Olympiada Neapolīs, sempre nella massima divisione cipriota, vincendo nel corso di un biennio due edizioni della Supercoppa, altrettante della coppa nazionale e due scudetti.

### Nazionale
Fa parte della nazionale portoricana under 18, vincendo la medaglia di bronzo al campionato nordamericano 2006, dove viene premiata come miglior palleggiatrice, e partecipando al campionato mondiale 2007; in seguito con la nazionale under 20 disputa il campionato nordamericano 2008.
Debutta in nazionale maggiore nel 2014, conquistando la medaglia di bronzo alla Coppa panamericana. In seguito vince la medaglia di bronzo alla Volleyball Challenger Cup 2018 e ai XXIII Giochi centramericani e caraibici, seguite dall'argento al campionato nordamericano 2021, dal bronzo alla NORCECA Final Six 2022 e dall'argento alla Volleyball Challenger Cup 2024. 
Nel 2025 mette al collo la medaglia d'oro alla NORCECA Final Four e quella di bronzo alla Coppa panamericana.

## Palmarès

### Club
- Campionato portoricano: 5

2015, 2016, 2017, 2019, 2021
- Campionato cipriota: 3

2021-22, 2023-24, 2024-25
- Coppa di Cipro: 3

2021-22, 2023-24, 2024-25
- Supercoppa cipriota: 3

2021, 2023, 2024

### Nazionale (competizioni minori)
- Campionato nordamericano under 18 2006
- Coppa panamericana 2014
- Volleyball Challenger Cup 2018
- Giochi centramericani e caraibici 2018
- NORCECA Final Six 2022
- Volleyball Challenger Cup 2024
- NORCECA Final Four 2025
- Coppa panamericana 2025

### Premi individuali
- 2006 - Campionato nordamericano under 18 2006: Miglior palleggiatrice
- 2015 - Liga de Voleibol Superior Femenino: Miglior esordiente